# シロクマ社
シロクマ社（シロクマしゃ）は、東京都にある出版社。健康本、手芸、ライフスタイル本などの趣味実用書を刊行している。

## 主な出版物
- 「草花刺繡」　マカベアリス著（ISBN 978-4906761234）
- 「100日絵手紙」　玉みつ子著（ISBN 978-4906761289）
- 「The Book of TOKY」　TOKY著（ISBN 978-4906761272）
- 「アイドル時代のビートルズと日本」　松生恒夫　斎藤二郎著（ISBN 978-4906761418）